# 米哈伊尔·库普里亚诺夫
米哈伊尔·瓦西里耶维奇·库普里亚诺夫（俄语：Михаи́л Васи́льевич Куприя́нов，1903年10月8日（21日）—1991年11月11日）是苏联画家、艺术家、漫画家，与波尔菲里·克雷洛夫、尼古拉·索科洛夫曾共同组团用库克雷尼克塞笔名进行创作。